# Аркола (Илиноис)
Аркола (енгл. Arcola) град је у америчкој савезној држави Илиноис. По попису становништва из 2010. у њему је живело 2.916 становника.

## Демографија
Према попису становништва из 2010. у граду је живело 2.916 становника, што је 264 (10,0%) становника више него 2000. године.
| Група             | 2000.         | 2010.         |
| Белци             | 2.077 (78,3%) | 1.988 (68,2%) |
| Афроамериканци    | 7 (0,3%)      | 9 (0,3%)      |
| Азијати           | 21 (0,8%)     | 27 (0,9%)     |
| Хиспаноамериканци | 527 (19,9%)   | 870 (29,8%)   |
| Укупно            | 2.652         | 2.916         |